# 南海血書
南海血書（なんかいけっしょ）とは台湾において国民政府が反共宣伝のために作成した文書のこと。台湾内に共産主義の残忍さを強調し、反共政策を推進するための宣伝材料として文書以外に映画化もされ、また学校教育での必読教材に指定されるなど台湾で広く知られる文書であった。

## 内容
『南海血書』は1978年12月19日の『中央日報』の副刊に掲載されたのが最初である。『中央日報』は翻訳者である朱桂の弟が出漁した際に南シナ海の某サンゴ礁で発見した文書であるとしている。内容はベトナム難民「阮天仇」の絶筆であり、基隆女中の教師である朱桂により翻訳された。
阮天仇はベトナム共産党の残忍な手段で家族を失った経過を血盟している。兄はベトナム戦争により、姪は暴動に巻き込まれ流れ弾で、92歳の祖母と7歳の姪はベトナム共産党により餓死させられ、政治と無縁の父親は闘争大会で撲殺され、三兄は飢餓のため甘薯を盗んで食べたことが露見し銃殺、おばは監獄で獄死し、母親は逃亡中に共産党員により海に沈められたとある。妻と息子と海に逃れた阮天仇であったが、妻は海賊に射殺されてしまった。その後海上を漂い阮天仇らの難民はサンゴ礁に到達するが、13日後には息子の文星が死去した。文星の死体は他の難民の食糧とされたが、それらの難民たちも次々と死亡し、最後に残った阮天仇も42日後に死亡したという内容である。

## 影響
当時台湾とアメリカは断交した直後であり、アメリカに見捨てられた南ベトナムの経緯を台湾の将来と暗示させる内容であった。そのため台湾では『南海血書』が小中学生の必読の書とされた以外に、公共機関でも大量に頒布されその売り上げは21万冊にも及んだ。また書籍のみならず映画化もされ、映画中の「今日不為自由闘士、明天将為海上難民（今日自由の闘士でなければ、明日は海上の難民である）」の台詞はその後台湾で長く使用されることになる。

## 文書の信憑性
台湾で盛んに宣伝された『南海血書』であるがその内容には矛盾や実態と乖離した内容が含まれていた。台湾省議員何春木により『南海血書』はプロパガンダに過ぎず荒唐無稽であると議会の中で批判されたほか、林濁水も「拙劣的越南預言-剖析「南海血書」的真相」（『捏造該文的人士是以南越淪亡的例子打撃党外人士』）を著し、阮天仇が神でもなければ、飢餓に40日も苦しんだ後に三千文字もの血書を欠くことは不可能だとその信憑性に疑問を投げかけている。
台湾が民主化された2003年、著作の朱桂も自ら「阮天仇」が虚構の人物であり、『南海血書』もフィクションであると認め、現在では政治的プロパガンダであったことが定説となっている。

## 映画
- 『南海血涙』（監督：欧陽俊・林琦然 亜青影業有限公司[1]）
- 『南海島血書』（監督：蔡谷・周明宏 台湾義興影業社[2]）

## 備考
1. ↑  南海血涙（台湾電影網〉
2. ↑  南海島血書 Archived 2007年9月29日, at the Wayback Machine.，〈台湾電影網〉